# Farena
Farena és una entitat de població del municipi de Mont-ral, a la comarca de l'Alt Camp.
El poble està a les muntanyes de Prades en un coster a l'esquerra del riu Brugent, al nord del municipi. El nucli urbà presenta el desnivell característic d'un poble de muntanya, amb pujades i baixades força notables, i no s'hi pot accedir amb cotxe. Dista a uns 13 quilòmetres del centre urbà de la Riba i la carretera TV-7044 és la principal via de comunicació. Aquest tram de carretera, entre la Riba i Farena, és un paratge natural molt destacat per la seva flora.

## Història

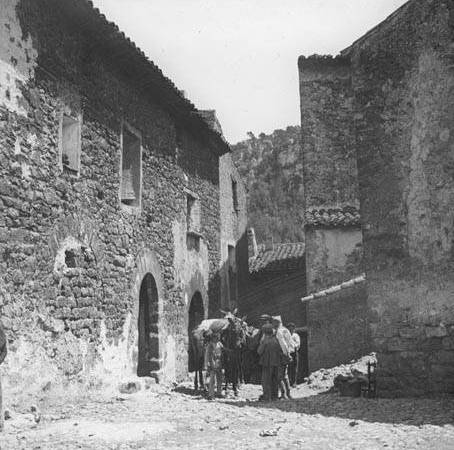
Plaça de Farena (voltants de 1890)

Les primeres referències històriques citen Farena, amb Rojals, en l'ascens de les forces catalanes, comandades per Ponç i Ramon de Cervera, que el 1151 emprengueren la conquesta de Siurana.
Els edificis del poble donen prova de la importància que té dins del municipi, sobretot en demografia, superant algún cop en població al cap de municipi Mont-ral i l'ordre de cases en forma de mitja rodona, seguint el traçat de l'antiga muralla que l'encerclava, fa que conservi la disposició primitiva de vila closa.
Actualment el poble es troba pràcticament deshabitat, especialment a l'hivern. A l'estiu, en canvi, es converteix en un poble plenament turístic, amb cases molt ben rehabilitades. El riu Brugent, al seu pas per Farena, acostuma a portar aigua i atreu força banyistes. El 10 d'octubre de 1994 hi va haver la riuada de Sant Tomàs de Vilanova, que va desfigurar completament el paisatge natural del riu Brugent.

## Llocs d'interès
- L'església romànica de Sant Andreu, probablement del segle xii, té un mural pintat el 1946 per Anton Català i Gomis. És sufragània de la parròquia de Mont-ral i ha estat al llarg dels segles servida pel seu rector, però també ha sigut utilitzada pels veïns del terme de Rojals, especialment els del Pinetell.[1]

- Les restes del castell de Farena, als estables de Can Vilalta, on encara en queden alguns murs. De la presència del castell també roman el topònim del Castellot, aplicat a la roca abrupta que hi ha al cim del turó del poble.[1]